# Đại học Oregon
Đại học Oregon (tiếng Anh: University of Oregon, thường được gọi là UO, U of O hoặc Oregon) là một viện đại học nghiên cứu công lập ở Eugene, Oregon, Hoa Kỳ. Thành lập năm 1876 và tốt nghiệp khóa đầu tiên hai năm sau đó, Đại học Oregon là một trong 60 thành viên của Hiệp hội Viện Đại học Mỹ. Đại học Oregon được xếp trong nhóm R1, tức là các trường có cấp bằng tiến sĩ với hoạt động nghiên cứu "rất cao". Đại học Oregon nhận phần lớn ngân quỹ của mình thông qua Quỹ Đại học Oregon, một tổ chức độc lập và phi lợi nhuận. Trong bảng xếp hạng năm 2021 của U.S. News and World Report, Đại học Oregon xếp thứ 103 trong số các viện đại học quốc gia tại Hoa Kỳ. Năm 2019, Forbes xếp hạng Đại học Oregon là trường đại học tốt thứ 58 trong nhóm các trường công lập.